# Einar Már Guðmundsson

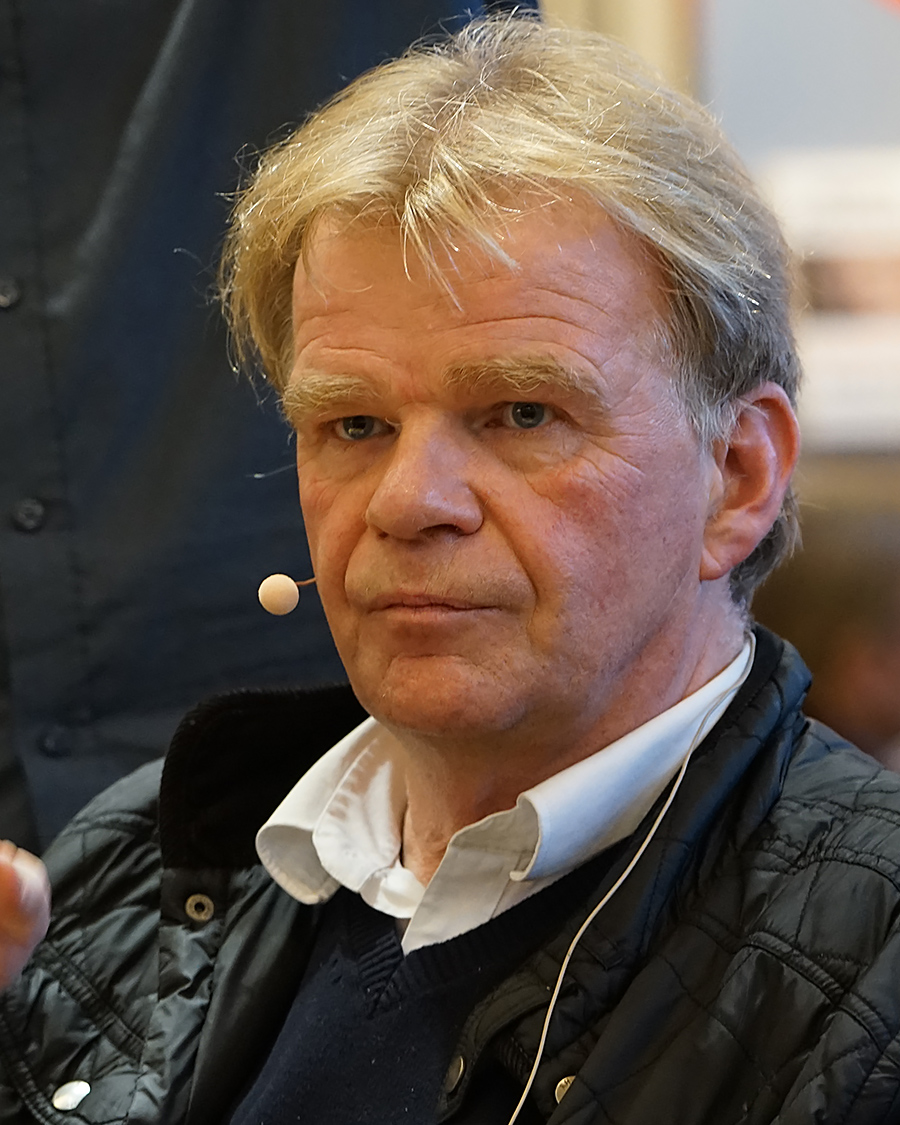
Einar Már Guðmundsson (2015)

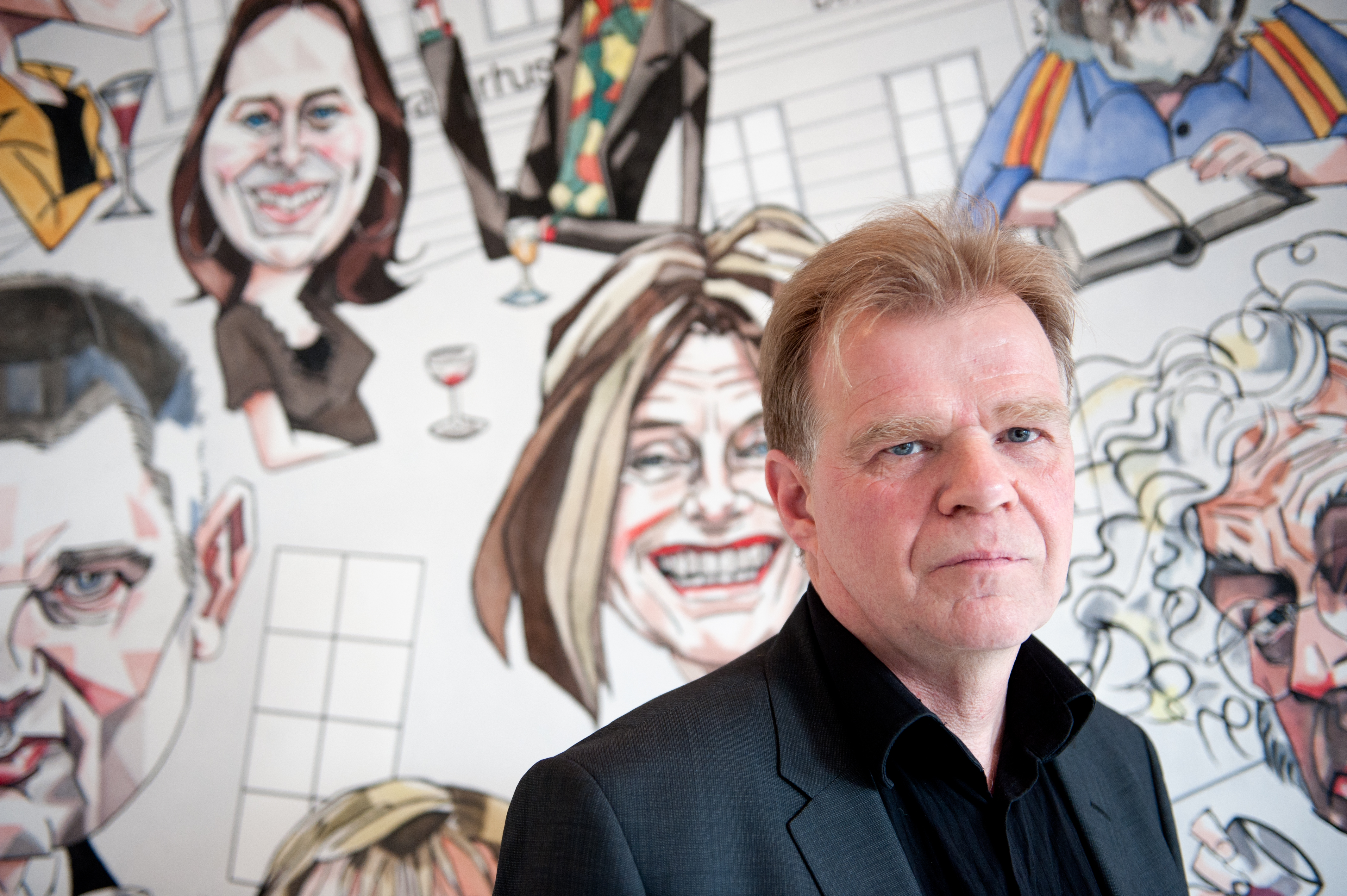
Bei einem Literaturseminar in Oslo

Einar Már Guðmundsson (* 18. September 1954 in Reykjavík) ist ein isländischer Schriftsteller. Seine Bücher wurden in mehrere Sprachen übersetzt.

## Leben
Einar Már Guðmundsson wuchs in Reykjavík auf. 1979 erhielt er den Bachelor of Arts an der Universität Island in Vergleichender Literaturwissenschaft und Geschichte. Anschließend arbeitete er weiter an der Abteilung für Vergleichende Literaturwissenschaft der Universität von Kopenhagen. Der Autor lebt heute in Reykjavík, ist verheiratet und hat fünf Kinder.

## Werke
Sein erstes Buch erschien 1980. Es handelte sich dabei um einen Gedichtband.
Als Nächstes veröffentlichte er den Roman Die Ritter der runden Treppe (1982). Darin geht es um Jóhann Pétursson. Der Held der Geschichte ist 10 Jahre alt und gerade dabei, das Leben als solches mit allen Höhen und Tiefen zu entdecken. Der Autor erzählt einfühlsam aus der Perspektive des Kindes – dessen Ironie allerdings manchmal nicht ganz seinem Alter entspricht. Jóhann berichtet amüsant und hintergründig zahlreiche Erlebnisse aus seinem Freundeskreis in einer Vorstadt von Reykjavík. Zum Schluss bricht allerdings die Tragik in dieses Vorstadtidyll ein: Einer der Jungen verunglückt tödlich. Der Roman erhielt 1985 den Literaturpreis des Almenna Bókfélagið.
Ein großer, auch internationaler Erfolg wurde sein Roman Engel des Universums (1993). In diesem Text geht es um Páll, einen Geisteskranken und dessen Schicksal. Einar Már lehnt sich darin an die Geschichte seines eigenen Bruders an, dessen innere Welt er überzeugend wiedergibt. Der Nordische Rat verlieh dem Autor für dieses Werk 1995 seinen renommierten Literaturpreis. Im Jahre 2000 erfolgte die Verfilmung durch Friðrik Þór Friðriksson, siehe: Engel des Universums.
2012 erhielt er den Nordischen Preis der Schwedischen Akademie.

## Politisches Engagement
Infolge der Finanzkrise 2008 und des drohenden Staatsbankrotts Islands griff der Schriftsteller die verantwortlichen Politiker mit Härte an. Im Umfeld eines anwachsenden Protests von bis zu 6000 Bürgern, der jeweils samstags vor dem Parlament stattfand, verglich Einar Már die Situation mit jener der DDR vor dem Fall der Mauer. Die Krise habe mit der Liberalisierung der Banken begonnen, als die Politiker „den Reichtum des Volkes ihren Freunden schenkten“. Die Banken seien unkontrolliert gewachsen, dem Land über den Kopf. Der Schriftsteller verlangte den Rücktritt der Regierung, ein Übergangsregime aus Experten und Neuwahlen. Die Proteste führten im Januar 2009 zum Rücktritt der Regierung.

## Veröffentlichungen in deutscher Übersetzung
- Riddarar hringstigans, 1982
  - Die Ritter der runden Treppe. Butt, Mönkeberg 1988, ISBN 978-3-926099-07-5.
- Englar alheimsins, 1993
  - Engel des Universums. Hanser, München 1998, ISBN 978-3-446-19112-9.
- Fótspor á himnum, 1997
  - Fußspuren am Himmel. Hanser, München 2001, ISBN 978-3-446-20051-7.
- Hvíta bókin, 2009
  - Wie man ein Land in den Abgrund führt. Die Geschichte von Islands Ruin, Hanser, München 2010, ISBN 978-3-446-23510-6.
- Rimlar hugans, 2007
  - Vorübergehend nicht erreichbar. Eine Liebesgeschichte. Hanser, München 2011, ISBN 978-3-446-23059-0.